# Складне розблокування (шахова ідея)
Складне́ розблокува́ння — тактична ідея в шаховій композиції. Суть ідеї — розблокування тематичного поля біля чорного короля, що є захистом від загрози оголошення мату з перекриттям білої лінійної фігури, яка включена на це тематичне поле.

## Історія
Ця ідея почала розроблятись шаховими композиторами на початку ХХ століття.
В задачі в початковій позиції на тематичне поле біля чорного короля включена біла лінійна фігура, а також ще й це поле заблоковане чорною фігурою. Після ходу білих виникає загроза оголошення мату з виключенням цієї білої фігури з тематичного поля, оскільки воно заблоковане чорною фігурою. Чорні в захисті від загрози використовують виключення білої фігури і розблоковують тематичне поле.
Ця ідея дістала назву — складне розблокування.
|   | a | b | c | d | e | f | g | h |   |
| 8 | b8 білий ферзь · c8 біла тура · g8 білий кінь · a7 чорний пішак · d7 чорний пішак · e7 чорний пішак · f7 чорний кінь · g7 білий кінь · c6 чорний слон · d6 чорна тура · a5 чорна тура · d5 чорний король · b4 білий пішак · f4 біла тура · h4 чорний слон · h3 білий слон · b2 білий слон · e2 білий пішак · e1 чорний кінь · f1 білий король | b8 білий ферзь · c8 біла тура · g8 білий кінь · a7 чорний пішак · d7 чорний пішак · e7 чорний пішак · f7 чорний кінь · g7 білий кінь · c6 чорний слон · d6 чорна тура · a5 чорна тура · d5 чорний король · b4 білий пішак · f4 біла тура · h4 чорний слон · h3 білий слон · b2 білий слон · e2 білий пішак · e1 чорний кінь · f1 білий король | b8 білий ферзь · c8 біла тура · g8 білий кінь · a7 чорний пішак · d7 чорний пішак · e7 чорний пішак · f7 чорний кінь · g7 білий кінь · c6 чорний слон · d6 чорна тура · a5 чорна тура · d5 чорний король · b4 білий пішак · f4 біла тура · h4 чорний слон · h3 білий слон · b2 білий слон · e2 білий пішак · e1 чорний кінь · f1 білий король | b8 білий ферзь · c8 біла тура · g8 білий кінь · a7 чорний пішак · d7 чорний пішак · e7 чорний пішак · f7 чорний кінь · g7 білий кінь · c6 чорний слон · d6 чорна тура · a5 чорна тура · d5 чорний король · b4 білий пішак · f4 біла тура · h4 чорний слон · h3 білий слон · b2 білий слон · e2 білий пішак · e1 чорний кінь · f1 білий король | b8 білий ферзь · c8 біла тура · g8 білий кінь · a7 чорний пішак · d7 чорний пішак · e7 чорний пішак · f7 чорний кінь · g7 білий кінь · c6 чорний слон · d6 чорна тура · a5 чорна тура · d5 чорний король · b4 білий пішак · f4 біла тура · h4 чорний слон · h3 білий слон · b2 білий слон · e2 білий пішак · e1 чорний кінь · f1 білий король | b8 білий ферзь · c8 біла тура · g8 білий кінь · a7 чорний пішак · d7 чорний пішак · e7 чорний пішак · f7 чорний кінь · g7 білий кінь · c6 чорний слон · d6 чорна тура · a5 чорна тура · d5 чорний король · b4 білий пішак · f4 біла тура · h4 чорний слон · h3 білий слон · b2 білий слон · e2 білий пішак · e1 чорний кінь · f1 білий король | b8 білий ферзь · c8 біла тура · g8 білий кінь · a7 чорний пішак · d7 чорний пішак · e7 чорний пішак · f7 чорний кінь · g7 білий кінь · c6 чорний слон · d6 чорна тура · a5 чорна тура · d5 чорний король · b4 білий пішак · f4 біла тура · h4 чорний слон · h3 білий слон · b2 білий слон · e2 білий пішак · e1 чорний кінь · f1 білий король | b8 білий ферзь · c8 біла тура · g8 білий кінь · a7 чорний пішак · d7 чорний пішак · e7 чорний пішак · f7 чорний кінь · g7 білий кінь · c6 чорний слон · d6 чорна тура · a5 чорна тура · d5 чорний король · b4 білий пішак · f4 біла тура · h4 чорний слон · h3 білий слон · b2 білий слон · e2 білий пішак · e1 чорний кінь · f1 білий король | 8 |
| 7 | b8 білий ферзь · c8 біла тура · g8 білий кінь · a7 чорний пішак · d7 чорний пішак · e7 чорний пішак · f7 чорний кінь · g7 білий кінь · c6 чорний слон · d6 чорна тура · a5 чорна тура · d5 чорний король · b4 білий пішак · f4 біла тура · h4 чорний слон · h3 білий слон · b2 білий слон · e2 білий пішак · e1 чорний кінь · f1 білий король | b8 білий ферзь · c8 біла тура · g8 білий кінь · a7 чорний пішак · d7 чорний пішак · e7 чорний пішак · f7 чорний кінь · g7 білий кінь · c6 чорний слон · d6 чорна тура · a5 чорна тура · d5 чорний король · b4 білий пішак · f4 біла тура · h4 чорний слон · h3 білий слон · b2 білий слон · e2 білий пішак · e1 чорний кінь · f1 білий король | b8 білий ферзь · c8 біла тура · g8 білий кінь · a7 чорний пішак · d7 чорний пішак · e7 чорний пішак · f7 чорний кінь · g7 білий кінь · c6 чорний слон · d6 чорна тура · a5 чорна тура · d5 чорний король · b4 білий пішак · f4 біла тура · h4 чорний слон · h3 білий слон · b2 білий слон · e2 білий пішак · e1 чорний кінь · f1 білий король | b8 білий ферзь · c8 біла тура · g8 білий кінь · a7 чорний пішак · d7 чорний пішак · e7 чорний пішак · f7 чорний кінь · g7 білий кінь · c6 чорний слон · d6 чорна тура · a5 чорна тура · d5 чорний король · b4 білий пішак · f4 біла тура · h4 чорний слон · h3 білий слон · b2 білий слон · e2 білий пішак · e1 чорний кінь · f1 білий король | b8 білий ферзь · c8 біла тура · g8 білий кінь · a7 чорний пішак · d7 чорний пішак · e7 чорний пішак · f7 чорний кінь · g7 білий кінь · c6 чорний слон · d6 чорна тура · a5 чорна тура · d5 чорний король · b4 білий пішак · f4 біла тура · h4 чорний слон · h3 білий слон · b2 білий слон · e2 білий пішак · e1 чорний кінь · f1 білий король | b8 білий ферзь · c8 біла тура · g8 білий кінь · a7 чорний пішак · d7 чорний пішак · e7 чорний пішак · f7 чорний кінь · g7 білий кінь · c6 чорний слон · d6 чорна тура · a5 чорна тура · d5 чорний король · b4 білий пішак · f4 біла тура · h4 чорний слон · h3 білий слон · b2 білий слон · e2 білий пішак · e1 чорний кінь · f1 білий король | b8 білий ферзь · c8 біла тура · g8 білий кінь · a7 чорний пішак · d7 чорний пішак · e7 чорний пішак · f7 чорний кінь · g7 білий кінь · c6 чорний слон · d6 чорна тура · a5 чорна тура · d5 чорний король · b4 білий пішак · f4 біла тура · h4 чорний слон · h3 білий слон · b2 білий слон · e2 білий пішак · e1 чорний кінь · f1 білий король | b8 білий ферзь · c8 біла тура · g8 білий кінь · a7 чорний пішак · d7 чорний пішак · e7 чорний пішак · f7 чорний кінь · g7 білий кінь · c6 чорний слон · d6 чорна тура · a5 чорна тура · d5 чорний король · b4 білий пішак · f4 біла тура · h4 чорний слон · h3 білий слон · b2 білий слон · e2 білий пішак · e1 чорний кінь · f1 білий король | 7 |
| 6 | b8 білий ферзь · c8 біла тура · g8 білий кінь · a7 чорний пішак · d7 чорний пішак · e7 чорний пішак · f7 чорний кінь · g7 білий кінь · c6 чорний слон · d6 чорна тура · a5 чорна тура · d5 чорний король · b4 білий пішак · f4 біла тура · h4 чорний слон · h3 білий слон · b2 білий слон · e2 білий пішак · e1 чорний кінь · f1 білий король | b8 білий ферзь · c8 біла тура · g8 білий кінь · a7 чорний пішак · d7 чорний пішак · e7 чорний пішак · f7 чорний кінь · g7 білий кінь · c6 чорний слон · d6 чорна тура · a5 чорна тура · d5 чорний король · b4 білий пішак · f4 біла тура · h4 чорний слон · h3 білий слон · b2 білий слон · e2 білий пішак · e1 чорний кінь · f1 білий король | b8 білий ферзь · c8 біла тура · g8 білий кінь · a7 чорний пішак · d7 чорний пішак · e7 чорний пішак · f7 чорний кінь · g7 білий кінь · c6 чорний слон · d6 чорна тура · a5 чорна тура · d5 чорний король · b4 білий пішак · f4 біла тура · h4 чорний слон · h3 білий слон · b2 білий слон · e2 білий пішак · e1 чорний кінь · f1 білий король | b8 білий ферзь · c8 біла тура · g8 білий кінь · a7 чорний пішак · d7 чорний пішак · e7 чорний пішак · f7 чорний кінь · g7 білий кінь · c6 чорний слон · d6 чорна тура · a5 чорна тура · d5 чорний король · b4 білий пішак · f4 біла тура · h4 чорний слон · h3 білий слон · b2 білий слон · e2 білий пішак · e1 чорний кінь · f1 білий король | b8 білий ферзь · c8 біла тура · g8 білий кінь · a7 чорний пішак · d7 чорний пішак · e7 чорний пішак · f7 чорний кінь · g7 білий кінь · c6 чорний слон · d6 чорна тура · a5 чорна тура · d5 чорний король · b4 білий пішак · f4 біла тура · h4 чорний слон · h3 білий слон · b2 білий слон · e2 білий пішак · e1 чорний кінь · f1 білий король | b8 білий ферзь · c8 біла тура · g8 білий кінь · a7 чорний пішак · d7 чорний пішак · e7 чорний пішак · f7 чорний кінь · g7 білий кінь · c6 чорний слон · d6 чорна тура · a5 чорна тура · d5 чорний король · b4 білий пішак · f4 біла тура · h4 чорний слон · h3 білий слон · b2 білий слон · e2 білий пішак · e1 чорний кінь · f1 білий король | b8 білий ферзь · c8 біла тура · g8 білий кінь · a7 чорний пішак · d7 чорний пішак · e7 чорний пішак · f7 чорний кінь · g7 білий кінь · c6 чорний слон · d6 чорна тура · a5 чорна тура · d5 чорний король · b4 білий пішак · f4 біла тура · h4 чорний слон · h3 білий слон · b2 білий слон · e2 білий пішак · e1 чорний кінь · f1 білий король | b8 білий ферзь · c8 біла тура · g8 білий кінь · a7 чорний пішак · d7 чорний пішак · e7 чорний пішак · f7 чорний кінь · g7 білий кінь · c6 чорний слон · d6 чорна тура · a5 чорна тура · d5 чорний король · b4 білий пішак · f4 біла тура · h4 чорний слон · h3 білий слон · b2 білий слон · e2 білий пішак · e1 чорний кінь · f1 білий король | 6 |
| 5 | b8 білий ферзь · c8 біла тура · g8 білий кінь · a7 чорний пішак · d7 чорний пішак · e7 чорний пішак · f7 чорний кінь · g7 білий кінь · c6 чорний слон · d6 чорна тура · a5 чорна тура · d5 чорний король · b4 білий пішак · f4 біла тура · h4 чорний слон · h3 білий слон · b2 білий слон · e2 білий пішак · e1 чорний кінь · f1 білий король | b8 білий ферзь · c8 біла тура · g8 білий кінь · a7 чорний пішак · d7 чорний пішак · e7 чорний пішак · f7 чорний кінь · g7 білий кінь · c6 чорний слон · d6 чорна тура · a5 чорна тура · d5 чорний король · b4 білий пішак · f4 біла тура · h4 чорний слон · h3 білий слон · b2 білий слон · e2 білий пішак · e1 чорний кінь · f1 білий король | b8 білий ферзь · c8 біла тура · g8 білий кінь · a7 чорний пішак · d7 чорний пішак · e7 чорний пішак · f7 чорний кінь · g7 білий кінь · c6 чорний слон · d6 чорна тура · a5 чорна тура · d5 чорний король · b4 білий пішак · f4 біла тура · h4 чорний слон · h3 білий слон · b2 білий слон · e2 білий пішак · e1 чорний кінь · f1 білий король | b8 білий ферзь · c8 біла тура · g8 білий кінь · a7 чорний пішак · d7 чорний пішак · e7 чорний пішак · f7 чорний кінь · g7 білий кінь · c6 чорний слон · d6 чорна тура · a5 чорна тура · d5 чорний король · b4 білий пішак · f4 біла тура · h4 чорний слон · h3 білий слон · b2 білий слон · e2 білий пішак · e1 чорний кінь · f1 білий король | b8 білий ферзь · c8 біла тура · g8 білий кінь · a7 чорний пішак · d7 чорний пішак · e7 чорний пішак · f7 чорний кінь · g7 білий кінь · c6 чорний слон · d6 чорна тура · a5 чорна тура · d5 чорний король · b4 білий пішак · f4 біла тура · h4 чорний слон · h3 білий слон · b2 білий слон · e2 білий пішак · e1 чорний кінь · f1 білий король | b8 білий ферзь · c8 біла тура · g8 білий кінь · a7 чорний пішак · d7 чорний пішак · e7 чорний пішак · f7 чорний кінь · g7 білий кінь · c6 чорний слон · d6 чорна тура · a5 чорна тура · d5 чорний король · b4 білий пішак · f4 біла тура · h4 чорний слон · h3 білий слон · b2 білий слон · e2 білий пішак · e1 чорний кінь · f1 білий король | b8 білий ферзь · c8 біла тура · g8 білий кінь · a7 чорний пішак · d7 чорний пішак · e7 чорний пішак · f7 чорний кінь · g7 білий кінь · c6 чорний слон · d6 чорна тура · a5 чорна тура · d5 чорний король · b4 білий пішак · f4 біла тура · h4 чорний слон · h3 білий слон · b2 білий слон · e2 білий пішак · e1 чорний кінь · f1 білий король | b8 білий ферзь · c8 біла тура · g8 білий кінь · a7 чорний пішак · d7 чорний пішак · e7 чорний пішак · f7 чорний кінь · g7 білий кінь · c6 чорний слон · d6 чорна тура · a5 чорна тура · d5 чорний король · b4 білий пішак · f4 біла тура · h4 чорний слон · h3 білий слон · b2 білий слон · e2 білий пішак · e1 чорний кінь · f1 білий король | 5 |
| 4 | b8 білий ферзь · c8 біла тура · g8 білий кінь · a7 чорний пішак · d7 чорний пішак · e7 чорний пішак · f7 чорний кінь · g7 білий кінь · c6 чорний слон · d6 чорна тура · a5 чорна тура · d5 чорний король · b4 білий пішак · f4 біла тура · h4 чорний слон · h3 білий слон · b2 білий слон · e2 білий пішак · e1 чорний кінь · f1 білий король | b8 білий ферзь · c8 біла тура · g8 білий кінь · a7 чорний пішак · d7 чорний пішак · e7 чорний пішак · f7 чорний кінь · g7 білий кінь · c6 чорний слон · d6 чорна тура · a5 чорна тура · d5 чорний король · b4 білий пішак · f4 біла тура · h4 чорний слон · h3 білий слон · b2 білий слон · e2 білий пішак · e1 чорний кінь · f1 білий король | b8 білий ферзь · c8 біла тура · g8 білий кінь · a7 чорний пішак · d7 чорний пішак · e7 чорний пішак · f7 чорний кінь · g7 білий кінь · c6 чорний слон · d6 чорна тура · a5 чорна тура · d5 чорний король · b4 білий пішак · f4 біла тура · h4 чорний слон · h3 білий слон · b2 білий слон · e2 білий пішак · e1 чорний кінь · f1 білий король | b8 білий ферзь · c8 біла тура · g8 білий кінь · a7 чорний пішак · d7 чорний пішак · e7 чорний пішак · f7 чорний кінь · g7 білий кінь · c6 чорний слон · d6 чорна тура · a5 чорна тура · d5 чорний король · b4 білий пішак · f4 біла тура · h4 чорний слон · h3 білий слон · b2 білий слон · e2 білий пішак · e1 чорний кінь · f1 білий король | b8 білий ферзь · c8 біла тура · g8 білий кінь · a7 чорний пішак · d7 чорний пішак · e7 чорний пішак · f7 чорний кінь · g7 білий кінь · c6 чорний слон · d6 чорна тура · a5 чорна тура · d5 чорний король · b4 білий пішак · f4 біла тура · h4 чорний слон · h3 білий слон · b2 білий слон · e2 білий пішак · e1 чорний кінь · f1 білий король | b8 білий ферзь · c8 біла тура · g8 білий кінь · a7 чорний пішак · d7 чорний пішак · e7 чорний пішак · f7 чорний кінь · g7 білий кінь · c6 чорний слон · d6 чорна тура · a5 чорна тура · d5 чорний король · b4 білий пішак · f4 біла тура · h4 чорний слон · h3 білий слон · b2 білий слон · e2 білий пішак · e1 чорний кінь · f1 білий король | b8 білий ферзь · c8 біла тура · g8 білий кінь · a7 чорний пішак · d7 чорний пішак · e7 чорний пішак · f7 чорний кінь · g7 білий кінь · c6 чорний слон · d6 чорна тура · a5 чорна тура · d5 чорний король · b4 білий пішак · f4 біла тура · h4 чорний слон · h3 білий слон · b2 білий слон · e2 білий пішак · e1 чорний кінь · f1 білий король | b8 білий ферзь · c8 біла тура · g8 білий кінь · a7 чорний пішак · d7 чорний пішак · e7 чорний пішак · f7 чорний кінь · g7 білий кінь · c6 чорний слон · d6 чорна тура · a5 чорна тура · d5 чорний король · b4 білий пішак · f4 біла тура · h4 чорний слон · h3 білий слон · b2 білий слон · e2 білий пішак · e1 чорний кінь · f1 білий король | 4 |
| 3 | b8 білий ферзь · c8 біла тура · g8 білий кінь · a7 чорний пішак · d7 чорний пішак · e7 чорний пішак · f7 чорний кінь · g7 білий кінь · c6 чорний слон · d6 чорна тура · a5 чорна тура · d5 чорний король · b4 білий пішак · f4 біла тура · h4 чорний слон · h3 білий слон · b2 білий слон · e2 білий пішак · e1 чорний кінь · f1 білий король | b8 білий ферзь · c8 біла тура · g8 білий кінь · a7 чорний пішак · d7 чорний пішак · e7 чорний пішак · f7 чорний кінь · g7 білий кінь · c6 чорний слон · d6 чорна тура · a5 чорна тура · d5 чорний король · b4 білий пішак · f4 біла тура · h4 чорний слон · h3 білий слон · b2 білий слон · e2 білий пішак · e1 чорний кінь · f1 білий король | b8 білий ферзь · c8 біла тура · g8 білий кінь · a7 чорний пішак · d7 чорний пішак · e7 чорний пішак · f7 чорний кінь · g7 білий кінь · c6 чорний слон · d6 чорна тура · a5 чорна тура · d5 чорний король · b4 білий пішак · f4 біла тура · h4 чорний слон · h3 білий слон · b2 білий слон · e2 білий пішак · e1 чорний кінь · f1 білий король | b8 білий ферзь · c8 біла тура · g8 білий кінь · a7 чорний пішак · d7 чорний пішак · e7 чорний пішак · f7 чорний кінь · g7 білий кінь · c6 чорний слон · d6 чорна тура · a5 чорна тура · d5 чорний король · b4 білий пішак · f4 біла тура · h4 чорний слон · h3 білий слон · b2 білий слон · e2 білий пішак · e1 чорний кінь · f1 білий король | b8 білий ферзь · c8 біла тура · g8 білий кінь · a7 чорний пішак · d7 чорний пішак · e7 чорний пішак · f7 чорний кінь · g7 білий кінь · c6 чорний слон · d6 чорна тура · a5 чорна тура · d5 чорний король · b4 білий пішак · f4 біла тура · h4 чорний слон · h3 білий слон · b2 білий слон · e2 білий пішак · e1 чорний кінь · f1 білий король | b8 білий ферзь · c8 біла тура · g8 білий кінь · a7 чорний пішак · d7 чорний пішак · e7 чорний пішак · f7 чорний кінь · g7 білий кінь · c6 чорний слон · d6 чорна тура · a5 чорна тура · d5 чорний король · b4 білий пішак · f4 біла тура · h4 чорний слон · h3 білий слон · b2 білий слон · e2 білий пішак · e1 чорний кінь · f1 білий король | b8 білий ферзь · c8 біла тура · g8 білий кінь · a7 чорний пішак · d7 чорний пішак · e7 чорний пішак · f7 чорний кінь · g7 білий кінь · c6 чорний слон · d6 чорна тура · a5 чорна тура · d5 чорний король · b4 білий пішак · f4 біла тура · h4 чорний слон · h3 білий слон · b2 білий слон · e2 білий пішак · e1 чорний кінь · f1 білий король | b8 білий ферзь · c8 біла тура · g8 білий кінь · a7 чорний пішак · d7 чорний пішак · e7 чорний пішак · f7 чорний кінь · g7 білий кінь · c6 чорний слон · d6 чорна тура · a5 чорна тура · d5 чорний король · b4 білий пішак · f4 біла тура · h4 чорний слон · h3 білий слон · b2 білий слон · e2 білий пішак · e1 чорний кінь · f1 білий король | 3 |
| 2 | b8 білий ферзь · c8 біла тура · g8 білий кінь · a7 чорний пішак · d7 чорний пішак · e7 чорний пішак · f7 чорний кінь · g7 білий кінь · c6 чорний слон · d6 чорна тура · a5 чорна тура · d5 чорний король · b4 білий пішак · f4 біла тура · h4 чорний слон · h3 білий слон · b2 білий слон · e2 білий пішак · e1 чорний кінь · f1 білий король | b8 білий ферзь · c8 біла тура · g8 білий кінь · a7 чорний пішак · d7 чорний пішак · e7 чорний пішак · f7 чорний кінь · g7 білий кінь · c6 чорний слон · d6 чорна тура · a5 чорна тура · d5 чорний король · b4 білий пішак · f4 біла тура · h4 чорний слон · h3 білий слон · b2 білий слон · e2 білий пішак · e1 чорний кінь · f1 білий король | b8 білий ферзь · c8 біла тура · g8 білий кінь · a7 чорний пішак · d7 чорний пішак · e7 чорний пішак · f7 чорний кінь · g7 білий кінь · c6 чорний слон · d6 чорна тура · a5 чорна тура · d5 чорний король · b4 білий пішак · f4 біла тура · h4 чорний слон · h3 білий слон · b2 білий слон · e2 білий пішак · e1 чорний кінь · f1 білий король | b8 білий ферзь · c8 біла тура · g8 білий кінь · a7 чорний пішак · d7 чорний пішак · e7 чорний пішак · f7 чорний кінь · g7 білий кінь · c6 чорний слон · d6 чорна тура · a5 чорна тура · d5 чорний король · b4 білий пішак · f4 біла тура · h4 чорний слон · h3 білий слон · b2 білий слон · e2 білий пішак · e1 чорний кінь · f1 білий король | b8 білий ферзь · c8 біла тура · g8 білий кінь · a7 чорний пішак · d7 чорний пішак · e7 чорний пішак · f7 чорний кінь · g7 білий кінь · c6 чорний слон · d6 чорна тура · a5 чорна тура · d5 чорний король · b4 білий пішак · f4 біла тура · h4 чорний слон · h3 білий слон · b2 білий слон · e2 білий пішак · e1 чорний кінь · f1 білий король | b8 білий ферзь · c8 біла тура · g8 білий кінь · a7 чорний пішак · d7 чорний пішак · e7 чорний пішак · f7 чорний кінь · g7 білий кінь · c6 чорний слон · d6 чорна тура · a5 чорна тура · d5 чорний король · b4 білий пішак · f4 біла тура · h4 чорний слон · h3 білий слон · b2 білий слон · e2 білий пішак · e1 чорний кінь · f1 білий король | b8 білий ферзь · c8 біла тура · g8 білий кінь · a7 чорний пішак · d7 чорний пішак · e7 чорний пішак · f7 чорний кінь · g7 білий кінь · c6 чорний слон · d6 чорна тура · a5 чорна тура · d5 чорний король · b4 білий пішак · f4 біла тура · h4 чорний слон · h3 білий слон · b2 білий слон · e2 білий пішак · e1 чорний кінь · f1 білий король | b8 білий ферзь · c8 біла тура · g8 білий кінь · a7 чорний пішак · d7 чорний пішак · e7 чорний пішак · f7 чорний кінь · g7 білий кінь · c6 чорний слон · d6 чорна тура · a5 чорна тура · d5 чорний король · b4 білий пішак · f4 біла тура · h4 чорний слон · h3 білий слон · b2 білий слон · e2 білий пішак · e1 чорний кінь · f1 білий король | 2 |
| 1 | b8 білий ферзь · c8 біла тура · g8 білий кінь · a7 чорний пішак · d7 чорний пішак · e7 чорний пішак · f7 чорний кінь · g7 білий кінь · c6 чорний слон · d6 чорна тура · a5 чорна тура · d5 чорний король · b4 білий пішак · f4 біла тура · h4 чорний слон · h3 білий слон · b2 білий слон · e2 білий пішак · e1 чорний кінь · f1 білий король | b8 білий ферзь · c8 біла тура · g8 білий кінь · a7 чорний пішак · d7 чорний пішак · e7 чорний пішак · f7 чорний кінь · g7 білий кінь · c6 чорний слон · d6 чорна тура · a5 чорна тура · d5 чорний король · b4 білий пішак · f4 біла тура · h4 чорний слон · h3 білий слон · b2 білий слон · e2 білий пішак · e1 чорний кінь · f1 білий король | b8 білий ферзь · c8 біла тура · g8 білий кінь · a7 чорний пішак · d7 чорний пішак · e7 чорний пішак · f7 чорний кінь · g7 білий кінь · c6 чорний слон · d6 чорна тура · a5 чорна тура · d5 чорний король · b4 білий пішак · f4 біла тура · h4 чорний слон · h3 білий слон · b2 білий слон · e2 білий пішак · e1 чорний кінь · f1 білий король | b8 білий ферзь · c8 біла тура · g8 білий кінь · a7 чорний пішак · d7 чорний пішак · e7 чорний пішак · f7 чорний кінь · g7 білий кінь · c6 чорний слон · d6 чорна тура · a5 чорна тура · d5 чорний король · b4 білий пішак · f4 біла тура · h4 чорний слон · h3 білий слон · b2 білий слон · e2 білий пішак · e1 чорний кінь · f1 білий король | b8 білий ферзь · c8 біла тура · g8 білий кінь · a7 чорний пішак · d7 чорний пішак · e7 чорний пішак · f7 чорний кінь · g7 білий кінь · c6 чорний слон · d6 чорна тура · a5 чорна тура · d5 чорний король · b4 білий пішак · f4 біла тура · h4 чорний слон · h3 білий слон · b2 білий слон · e2 білий пішак · e1 чорний кінь · f1 білий король | b8 білий ферзь · c8 біла тура · g8 білий кінь · a7 чорний пішак · d7 чорний пішак · e7 чорний пішак · f7 чорний кінь · g7 білий кінь · c6 чорний слон · d6 чорна тура · a5 чорна тура · d5 чорний король · b4 білий пішак · f4 біла тура · h4 чорний слон · h3 білий слон · b2 білий слон · e2 білий пішак · e1 чорний кінь · f1 білий король | b8 білий ферзь · c8 біла тура · g8 білий кінь · a7 чорний пішак · d7 чорний пішак · e7 чорний пішак · f7 чорний кінь · g7 білий кінь · c6 чорний слон · d6 чорна тура · a5 чорна тура · d5 чорний король · b4 білий пішак · f4 біла тура · h4 чорний слон · h3 білий слон · b2 білий слон · e2 білий пішак · e1 чорний кінь · f1 білий король | b8 білий ферзь · c8 біла тура · g8 білий кінь · a7 чорний пішак · d7 чорний пішак · e7 чорний пішак · f7 чорний кінь · g7 білий кінь · c6 чорний слон · d6 чорна тура · a5 чорна тура · d5 чорний король · b4 білий пішак · f4 біла тура · h4 чорний слон · h3 білий слон · b2 білий слон · e2 білий пішак · e1 чорний кінь · f1 білий король | 1 |
|   | a | b | c | d | e | f | g | h |   |

FEN: 1QR3N1/p2ppnN1/2br4/r2k4/1P3R1b/7B/1B2P3/4nK2
1. Se8! ~ 2. Sc7#
1. ... R6~ 2. Rd4#
1. ... Rf6! 2. Se7#
1. ... B6~ 2. e4#
1. ... Bb5 2. Rc5#